# Crowcombe Heathfield
Crowcombe Heathfield – stacja kolejowa w miejscowości Crowcombe w hrabstwie Somerset w Wielkiej Brytanii. Obecnie stacja przelotowa zabytkowej kolei West Somerset Railway i jest położona w najwyższym punkcie linii.

## Obsługa pasażerów
Bufet, toalety, parking

## Stacja w kulturze
Malowniczo położona stacja była użyta do planów filmach: The Flockton Flyer, The Lion, the Witch and the Wardrobe, Land Girls oraz w filmie Beatlesów „A Hard Day’s Night”.